# II Liceum Ogólnokształcące im. Dąbrówki w Gnieźnie
II Liceum Ogólnokształcące im. Dąbrówki w Gnieźnie – gnieźnieńska szkoła średnia powstała w 1919 roku z inicjatywy Bolesława Michała Kasprowicza, właściciela fabryki wódek, jako Gimnazjum Żeńskie im. bł. Jolenty. 

## Historia
Placówka mieściła się w budynku byłej niemieckiej szkoły pani Reismannowej (Hohere Tochterschule) przy ulicy Łubieńskiego, którą kupił Kasprowicz. W 1937 roku gimnazjum przekształcono w Miejskie Liceum Żeńskie pw. bł. Jolenty. We wrześniu 1939 roku szkołę zamknięto, działalność wznowiła 15 marca 1945 roku jako Miejskie Gimnazjum i Liceum Żeńskie. Od 1952 roku jest placówką koedukacyjną. 16 kwietnia 1983 roku odbyło się nadanie szkole imienia Dąbrówki. W 2002 roku oddano do użytku nowe sale lekcyjne, boisko ze sztuczną nawierzchnią i halę sportową.
 
Obecnym dyrektorem szkoły (od 1.09.2017 r.) jest mgr Róża Grabowska.

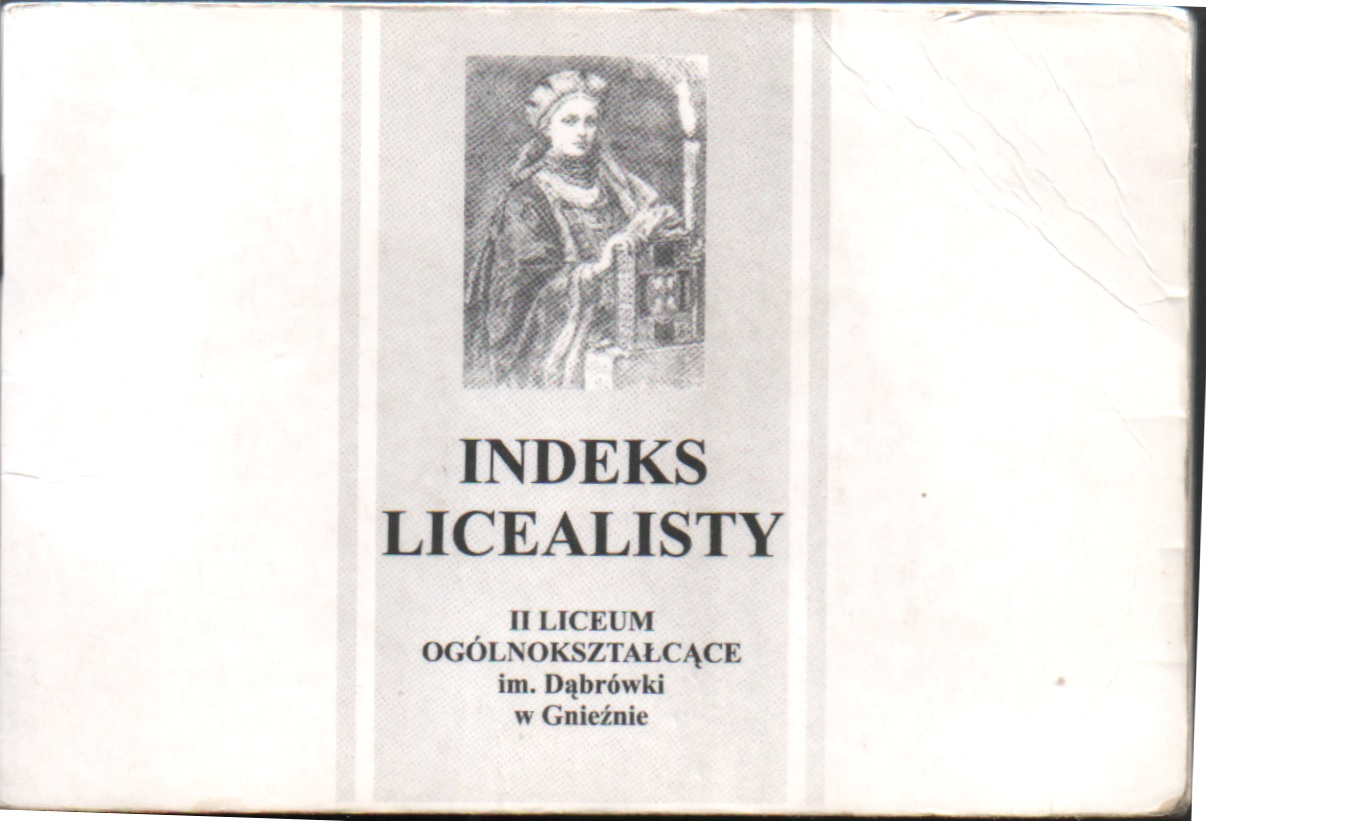
Indeks uczniowski z roku szkolnego 2003/04

## Profile
Klasy w roku szkolnym 2023/2024:
- akademicka
- przyrodnicza
- biznesowa
- językowa

Klasy w roku szkolnym 2014/15:
- politechniczna
- biologiczno-chemiczna
- publicystyczno-prawna

## Nauka języków obcych
Licealiści uczą się 2 języków obcych. Wybierają spośród:
- język angielski
- język niemiecki
- język francuski
- język hiszpański
- język włoski
- język rosyjski